# Club Bolívar Nimbles
El Club Bolívar Nimbles es un club de fútbol de la ciudad de Oruro, Bolivia. Fue fundado el 24 de julio de 1908 por un grupo de jóvenes estudiantes del Colegio Nacional Simón Bolívar. Desde 2024 juega en la Asociación de Fútbol Oruro, la Segunda de Ascenso.
Disputa sus encuentros de local en el Estadio Jesús Bermúdez y actualmente se encuentra en receso de actividades. En el segundo equipo más antiguo de Oruro y uno de los más antiguos del país.

## Historia
El Club Bolívar Nimbles fue fundado un 24 de julio de 1908 por un grupo de jóvenes estudiantes del Colegio Nacional Simón Bolívar haciendo coincidir la fecha de fundación con la de esta institución decana de la educación en Oruro. Su nombre en castellano se puede traducir como Los ágiles del Bolívar en relación con su principal fortaleza en un momento que en Bolivia el fútbol lo practicaban principalmente corpulentos trabajadores ingleses del ferrocarril.
La iniciativa fue tomada por los hermanos Miguel y Alberto Brito, junto con sus amigos y compañeros de colegio Julio Novillo, Néstor Zeballos y Adrián Blondel.
Los colores de su camiseta son rojo y blanco dispuestos en franjas horizontales y pantaloncillo negro. Eligieron estos colores como homenaje al Bolivia Railway uno de los primeros equipos de fútbol conformados por los británicos del ferrocarril y que utilizaban estos colores en su camiseta y pantalón.
“El rojo tiene que ver con la fuerza, la sangre, el vigor de los jóvenes que comenzaron a gustar el deporte traído a Oruro por los ingleses de la Bolivian Railway. El blanco da mensaje de paz y amistad”
En 1921 fue fundador de la Asociación de Fútbol de Oruro.
Su época dorada la vivió en los años 30 y 40 del siglo XX donde se disputaba frente a Oruro Royal por el dominio del fútbol orureño, y disputó varios Interdepartamentales especialmente frente a equipos de La Paz, llegando a enfrentar a The Strongest en el Interdepartamental de 1936. 
El equipo de aquella época denominada de oro estaba conformado por: Miguel Murillo, Jorge Baldellón y Miguel Brito, Gregorio Escalante, Ruperto Alfaro y José Sagárnaga, Zenón Ramos, José Ramos, José Bustamante, Hernán Quiroga y Alberto Peñarrieta.
En 1932 su línea media compuesta por Edmundo Liendo, Néstor Valverde, y Juan Camargo fue conocida como La Línea Maginot por su gran eficacia a la hora de defender.
En 1950 estuvo al borde de la desaparición, pero los esfuerzos de un notable dirigente deportivo como fue don Emilio Valdez devolvieron al Club a los primeros planos del fútbol orureño.
El último gran aporte al fútbol nacional de esta entidad deportiva fue el jugador Walter Flores, Seleccionado Nacional y jugador de The Strongest y Bolívar en diferentes épocas.
Primer directorio
- Julio Novillo Presidente
- Adrián Blondel, 1º Vicepresidente
- Fernando Velasco 2º Vicepresidente
- René Zabaleta Secretario general
- Zenón Ramos Tesorero
- Benjamín Abecia Vocal
- Humberto Calderón Reyes Vocal
- Víctor Mazuelos Vocal
- Octavio Moscoso Gutiérrez Vocal
- Miguel Brito Capitán del primer equipo de fútbol

Primer equipo de la historia
El primer equipo de la historia estuvo conformado de la siguiente manera:
Arquero: José Enríquez

Defensores: Jorge Baldellón y Miguel Brito

Mediocampistas: Néstor Valverde, José Camargo y Edmundo Liendo

Delanteros: Carlos Ramírez, Jorge Villamil, Anacleto Bustamante, Quintín Arenas y Demetrio Mérida.

Suplentes: Valentín Torrico, Gordiano Guzmán y Luis Spíndola

## Dirigentes
Entre los destacados dirigentes podemos mencionar a los siguientes: Dr. Néstor Zeballos (1908-1925); Elinger y Simón Patiño (1940-1941); Adrián Blondel )1958-1960); Félix Maure (1958-1960); Juan Ovando (1960-1962); Julio Novillo (1963-1964); Prof. Julio Barahona (1963-1964); Dr. José Rodríguez (1970-1977); Prof. Emilio Valdez (1982-1983).

## Uniforme
El uniforme oficial titular, consiste en rayas verticales o horizontales de color rojo y blanco, toma los colores y el diseño de la camiseta utilizada por los equipos del Bolivia Railway uno de los primeros equipos de fútbol conformados por los británicos del ferrocarril y que utilizaban estos colores en su camiseta y pantalón. 
“El rojo tiene que ver con la fuerza, la sangre, el vigor de los jóvenes que comenzaron a gustar el deporte traído a Oruro por los ingleses de la Bolivian Railway. El blanco da mensaje de paz y amistad”
| Titular |

- Uniforme titular: Camiseta a rayas verticales rojas y blancas, pantalón negro y medias blancas.

## Estadio

Vista aérea del Estadio Jesús Bermúdez

Disputa sus partidos de local en el Estadio departamental Jesús Bermúdez, ubicado en la zona norte de la ciudad de Oruro, a una altitud de 3735 metros sobre el nivel del mar convirtiéndolo en uno de los estadios más altos del mundo, y el tercero más grandes de Bolivia. Tiene un aforo para más de 32 000 espectadores.

## Celebraciones

#### Bodas de oro (1908-1958)
24 de julio de 1958 (50 años)
El 24 de julio de 1958 la institución celebró sus Bodas de Oro, recibió la Medalla al Mérito del Comité Nacional de Deportes y el Cordón de Oro de la Federación Boliviana de Fútbol.

#### Bodas de diamante (1908-1983)
24 de julio de 1983 (75 años)
En 1983, el club celebró sus Bodas de Diamante; donde recibió la Condecoración al Mérito, otorgado por la Dirección General de Deportes y Juventudes.

## Himno
| Himno del Bolívar Nimbles |
| |
| Por el camino de la gloria marchan fuertes atletas de torso viril, del rojo y blanco paladines son que siempre van altivos a la lid. Son del Bolívar de todo corazón, quieren la gloria gloria sin altivez. Y cuando pierden lo hacen con honor, el alma tiene todos de luchador. Cuando en la cancha deben batallar, pensando siempre en el porvenir porque las glorias de nuestro pendón serán emblemas de gloria y paz. Muy blanca el alma, muy rojo el corazón, ¡Viva el Bolívar! que sabe ser campeón. Gloria a la tierra la cuna del valor ¡Viva la patria! gloriosa del esplendor. Autor: Fernando Velasco |
| |

## Rivalidades

### Clásico de Oruro
Es el partido que enfrentaba al Nimbles con el Oruro Royal y es considerado el primer Clásico del fútbol orureño. Durante gran parte del siglo XX ambos equipos se disputaron la supremacía del fútbol de Oruro llegando a alternarse varias veces como representantes de ese departamento en los prestigiosos Torneos Interdepartamentales que fueron los primigenios Torneos nacionales de Bolivia.

## Palmarés

### Torneos regionales (1)
| Competición regional  | Títulos           | Subcampeonatos |
| --------------------- | ----------------- | -------------- |
| Primera "A" (AFO) (1) | 1924.             |                |
| Primera "B" (AFO) (3) | 1991, 1996, 2007. |                |

## Otras ramas deportivas
Entre otros deportes en los que sobresalieron sus jugadores estaban la pelota de mano siendo sus representantes Zenón Ramos, Juan Ramos y Demetrio Escalante, campeones de la primera división en 1923. En atletismo, Fernando Rivera por muchos años mantuvo el título de campeón nacional en 100 metros planos. En 1924 Néstor Ceballos Tovar se coronó campeón nacional de tenis.

## Distinciones
- Cordón de Oro de la FBF: 1958
- Medalla al Mérito del Comité Nacional del Deporte: 1958
- Condecoración de la Dirección General de Deportes y Juventudes: 1983
- Entidad Emérita del Fútbol Nacional: 1988
- Entidad Patrimonio de la ciudad de Oruro: 2008